# Укусы членистоногих
Укусы членистоногих — нападение членистоногих на человека, выражающееся в уколах, ужалении, укусах.
Эктопаразитические и ядовитые членистоногие вызывают энтомодерматозы и другие поражения кожи. Яд перепончатокрылых содержит биологически активные амины, действие которых вызывает сильную аллергическую реакцию, боль.

## Насекомые

### Двукрылые
- Симулидотоксикоз
- Табанидоз
- Кулицидоз
- Флеботодермия
- Другие диптерозы

### Перепончатокрылые
- Гименоптеризм

### Блохи
- Пуликоз
- Тунгиоз
- Другие дерматофилиазы

### Вши
- Педикулёз

- Головной педикулёз
- Платяной педикулёз
- Фтириаз

### Клопы
- Хемиптероз

## Паукообразные

### Пауки
- Арахнидизм

### Клещи
- Тромбидиаз
- Зерновая чесотка
- Другие акародерматиты

### Скорпионы
- Скорпионизм

## Многоножки
- Укусы многоножек
- Ожог яда многоножки